# Lisvel Eve
Lisvel Elisa Eve Mejia Castillo (Puerto Plata, 10 settembre 1991) è una pallavolista dominicana, schiacciatrice del PTT.

## Carriera

### Club
La carriera di Lisvel Eve inizia nel 2004, giocando per il Deportivo Nacional, formazione impegnata nei campionati provinciali dominicani; nel 2006 passa al Mirador, con il quale disputa altri due campionati, e nel 2008 disputa il campionato con il Santiago.
Gioca per la prima volta all'estero, emigrando a Porto Rico per la Liga de Voleibol Superior Femenino 2009 per giocare con le Criollas de Caguas. Nella stagione 2009-10 viene ingaggiata dal GS Caltex Seoul, squadra militante nella V-League sudcoreana, dove resta fino all'inizio del 2010, quando torna a giocare a Porto Rico per la Liga de Voleibol Superior Femenino 2010 con le Indias de Mayagüez.
Nella stagione 2010-11 va a giocare nel campionato giapponese, nella squadra delle Denso Airybees. Per la Liga de Voleibol Superior Femenino 2012 viene nuovamente ingaggiata dalle Criollas de Caguas, ma, dopo un breve periodo, lascia la squadra. Ad inizio 2013 viene ingaggiata dal Deportivo Géminis nel campionato peruviano per il finale della stagione 2012-13; tuttavia nel mese di febbraio è vittima di una gravissimo infortunio: dopo una schiacciata ricade male, procurandosi una frattura esposta alla tibia sinistra.
Torna in campo nel 2015 col Mirador, prendendo parte alla campionato mondiale per club 2015 e per il campionato 2015-16 torna a difendere i colori del Deportivo Géminis. Dopo un nuovo periodo lontano dai campi per maternità, torna in campo nel 2018 per la prima edizione della Liga de Voleibol Superior, conquistando lo scudetto con il Caribeñas e venendo premiata come miglior attaccante del campionato.
Nella stagione 2018-19 veste per la terza volta la maglia del Deportivo Géminis: al termine degli impegni in Perù torna a giocare con il Caribeñas per la Liga de Voleibol Superior 2019. Nel gennaio 2020 si accasa per la seconda metà della LNSV 2019-20 con il San Martín, prima di approdare nella stagione 2020-21 al PTT, nella Sultanlar Ligi turca.

### Nazionale
Nel 2006 con la nazionale Under-18 si aggiudica un argento al campionato nordamericano, mentre nel 2007 fa il suo esordio nella nazionale maggiore, con cui conquista in seguito l'oro alla Coppa panamericana 2008, l'argento alla Final Four Cup 2008; con la nazionale Under-20 invece vince un altro argento al campionato nordamericano 2008, dove viene premiata come miglior attaccante.
Con la nazionale Under-20 vince l'argento al campionato mondiale 2009 e, con quella maggiore, sempre nello stesso nano, la prima medaglia d'oro per la Repubblica Dominicana al campionato nordamericano, seguita poi dal bronzo alla Grand Champions Cup. Un anno dopo conquista l'oro alla Coppa panamericana e ai XXI Giochi centramericani e caraibici.
Nel 2012 si aggiudica la prima edizione della Coppa panamericana Under-23. In seguito con la nazionale maggiore vince la medaglia d'oro alla NORCECA Champions Cup 2015, dove viene premiata come MVP, quella d'argento sia alla Coppa panamericana 2015 che al campionato nordamericano 2015 e altri due ori alla Coppa panamericana 2016 e ai XIII Giochi centramericani e caraibici.
Nel 2019 vince la medaglia d'argento alla Coppa panamericana e quella d'oro ai XVIII Giochi panamericani, dove viene premiata come miglior centrale, e al campionato nordamericano, quest'ultima bissata anche nell'edizione 2023, dove è premiata come miglior servizio; mette al collo, inoltre, un argento alla NORCECA Final Six 2023 e un altro oro ai XIX Giochi panamericani e alla NORCECA Final Six 2024, venendo in quest'ultimo torneo anche premiata come miglior centrale.

## Palmarès

### Club
- Campionato dominicano: 1

2018
- Coppa dell'Imperatrice: 1

2010

### Nazionale (competizioni minori)
- Campionato nordamericano Under-18 2006
- Campionato nordamericano Under-20 2008
- Coppa panamericana 2008
- Final Four Cup 2008
- Coppa panamericana 2009
- Final Four Cup 2009
- Campionato mondiale Under-20 2009
- Coppa panamericana 2010
- Giochi centramericani e caraibici 2010
- Final Four Cup 2010
- Coppa panamericana 2011
- Coppa panamericana Under-23 2012
- NORCECA Champions Cup 2015
- Coppa panamericana 2015
- Coppa panamericana 2016
- Giochi centramericani e caraibici 2018
- Coppa panamericana 2019
- Giochi panamericani 2019
- NORCECA Final Six 2023
- Giochi panamericani 2023
- NORCECA Final Six 2024

### Premi individuali
- 2008 - Volley League dominicana: Miglior realizzatrice
- 2008 - Volley League dominicana: Miglior muro
- 2009 - Liga de Voleibol Superior Femenino: Offensive Team
- 2010 - Coppa panamericana: Miglior muro
- 2011 - Coppa panamericana: Miglior servizio
- 2015 - NORCECA Champions Cup: MVP
- 2018 - Liga de Voleibol Superior: Miglior attaccante
- 2018 - Giochi centramericani e caraibici: Miglior centrale
- 2019 - XVIII Giochi panamericani: Miglior centrale
- 2020 - Qualificazioni nordamericane ai Giochi della XXXII Olimpiade: Miglior centrale
- 2023 - Campionato nordamericano: Miglior servizio
- 2024 - NORCECA Final Six: Miglior centrale